# Lona-Lases
Lona-Lases (Lóna e Lasés in dialetto trentino) è un comune italiano sparso di 874 abitanti della provincia autonoma di Trento. Prende il nome dai due villaggi principali, dei quali Lases è la sede comunale.

## Geografia fisica

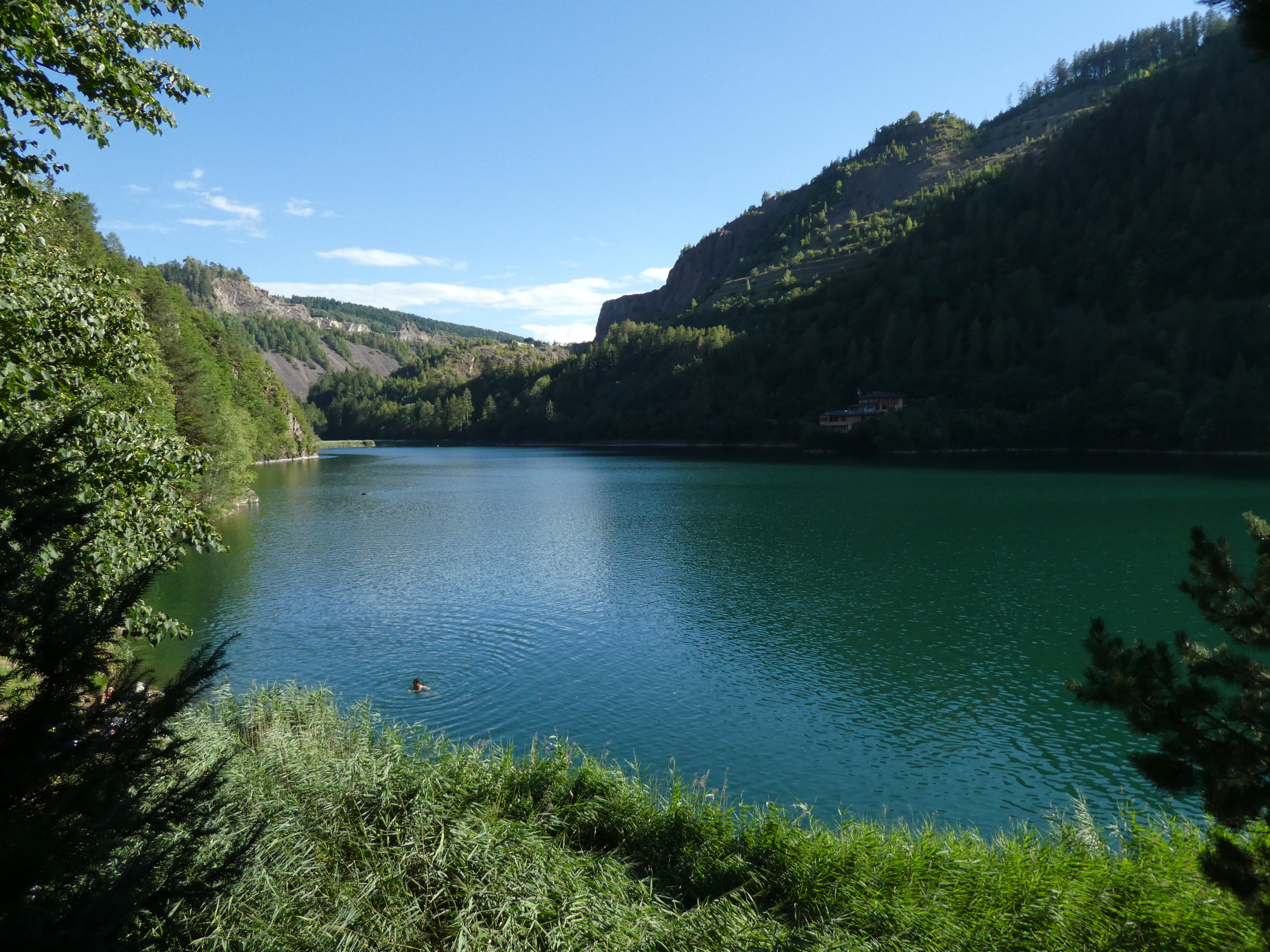
Il lago di Lases

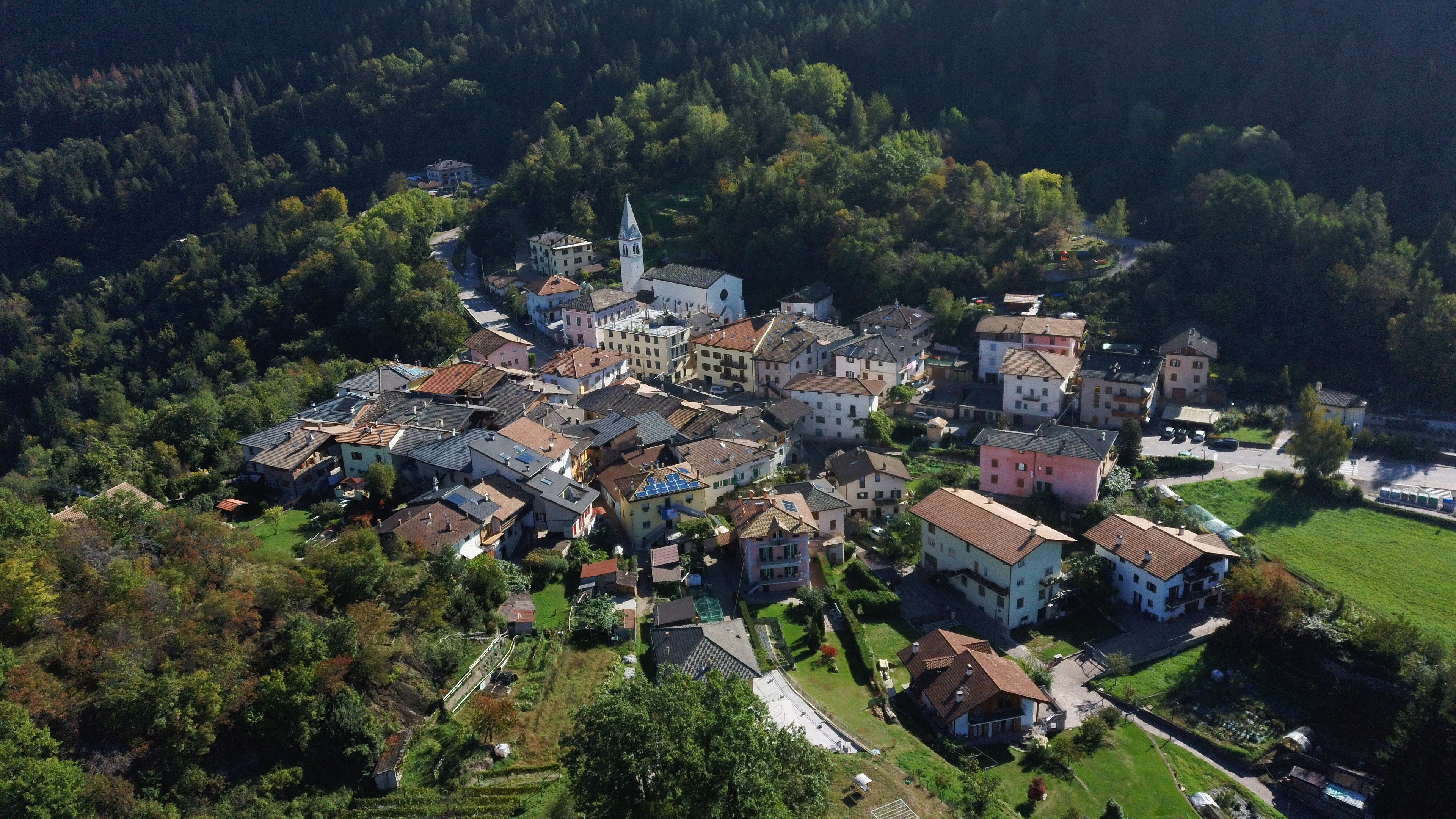
La frazione di Lona

Geograficamente il territorio comunale è quasi interamente all'interno della val di Cembra e lo specchio lacustre più importante è il lago di Lases.

## Storia
Fu uno dei quattro comuni nati dopo la dissoluzione della Magnifica Comunità Pinetana (assieme a Bedollo, Baselga di Piné e Miola, quest'ultimo poi soppresso), della quale Lona e Lases hanno sempre fatto storicamente parte. Dal 2006 fa parte della comunità della Valle di Cembra.
Nel 2021 l'amministrazione è stata commissariata in seguito all'operazione Perfido, dalla quale è emerso che un "Locale" della 'ndrangheta, infiltrata nel settore dell'estrazione del porfido in Val di Cembra, si era insediato nel territorio comunale. A seguito di questo rovescio, il comune ha vissuto una lunga crisi istituzionale: per tre tornate elettorali consecutive l'unica lista presentatasi non ha infatti raggiunto il quorum necessario per governare e quindi è rimasto commissariato fino all'elezione di un nuovo sindaco il 26 febbraio 2024.

### Simboli
Stemma
Un primo stemma creato nel 1874 non fu mai usato. Nel 1882 fu realizzato un semplice timbro con una stretta di mano racchiusa in un ovale a simboleggiare che le due frazioni volevano essere unite e collaborare. Lo stemma attuale è stato adottato con delibera consiliare del 13 giugno 1984 ed approvato con deliberazione della Giunta provinciale del 31 agosto 1984 n. 7939.
La pigna di cimbro nel cantone destro del capo in ricordo dell'appartenenza alla vecchia Comunità Montana di Pinè. Le fasce ondulate di colore azzurro nella parte inferiore rappresentano il lago. La fascia di colore rosso simboleggia il porfido.
Gonfalone
Il gonfalone è stato approvato con D.G.P. del 5 settembre 1994 n. 10888.

## Monumenti e luoghi d'interesse

### Architetture religiose

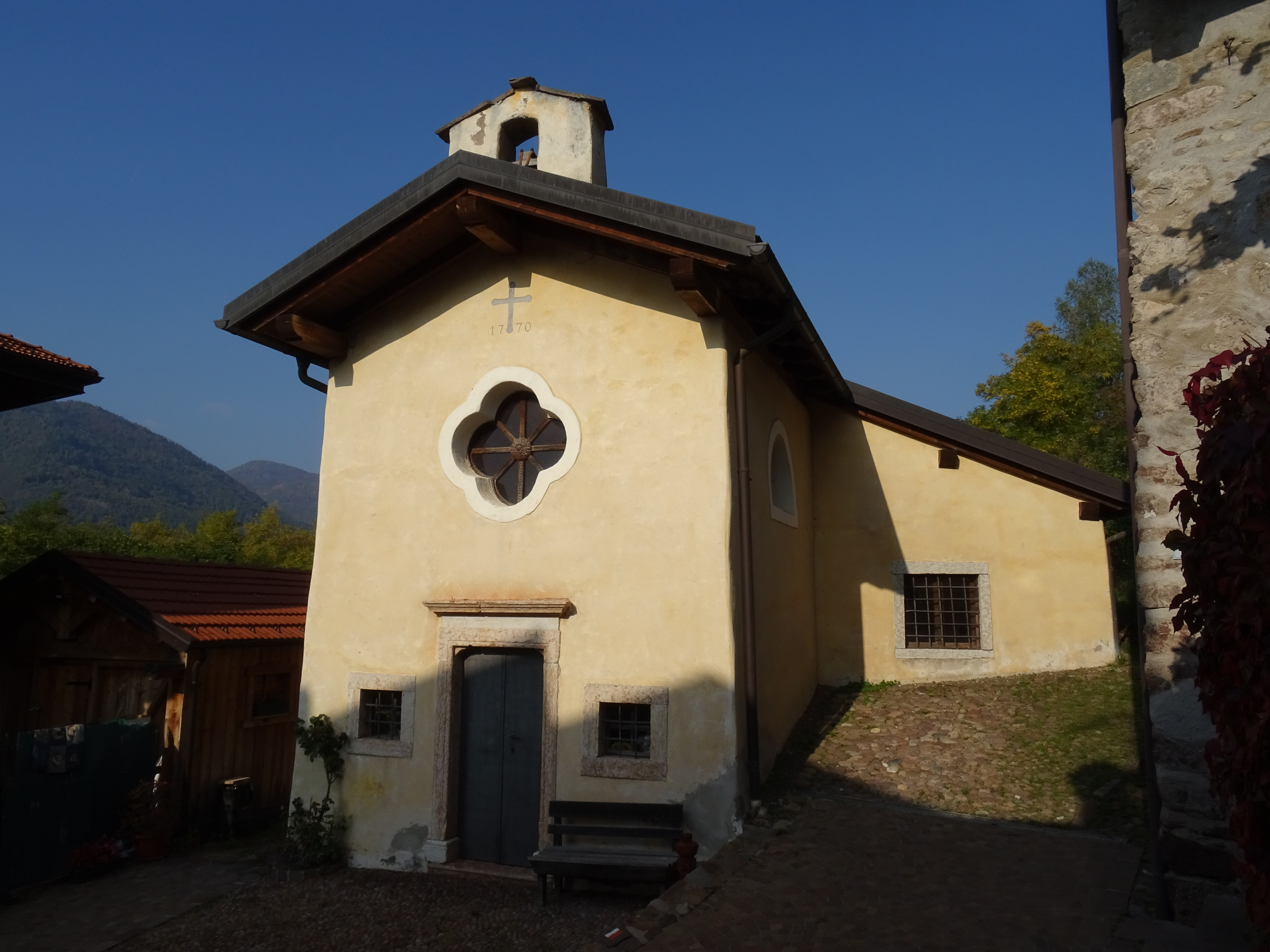
La piccola chiesa di San Giobbe nella frazione di Piazzole

- Chiesa della Visitazione di Maria nella frazione di Lases.
- Chiesa della Decollazione di San Giovanni Battista nella frazione di Lona.
- Chiesa di San Giobbe nella frazione di Piazzole

### Aree naturali

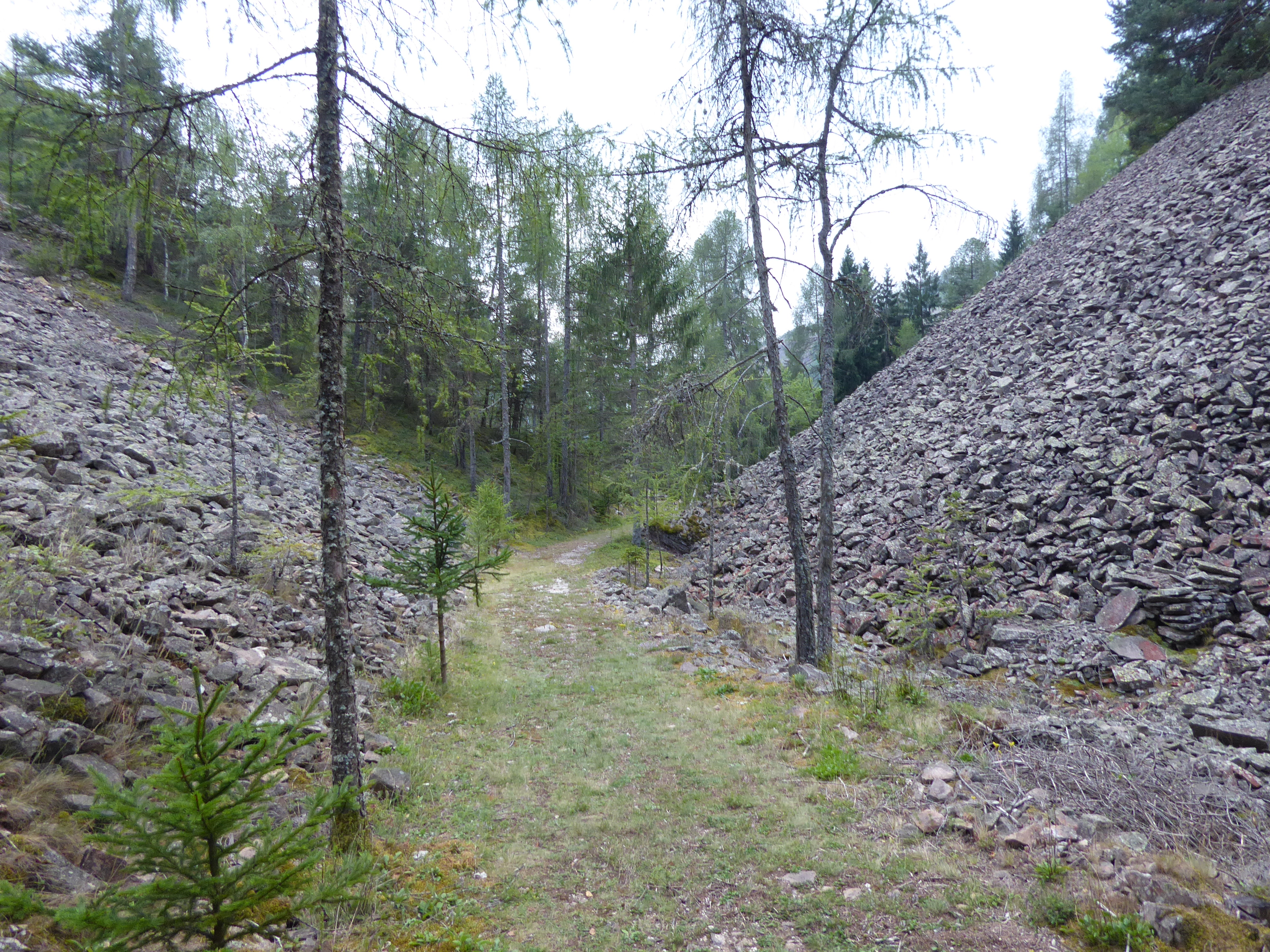
Val Fredda nel biotopo Lona-Lases con il sentiero tra detriti di porfido

- Biotopo Lona-Lases

## Società

### Evoluzione demografica
Abitanti censiti

## Economia
Il territorio è noto per essere una delle zone del Trentino più attive, sin dagli anni sessanta, per lo scavo del porfido.

## Amministrazione
| Periodo          | Periodo          | Primo cittadino    | Partito      | Carica                    | Note                     |
| ---------------- | ---------------- | ------------------ | ------------ | ------------------------- | ------------------------ |
| 1995             | 2001             | Roberto Dalmonego  | Lista civica | Sindaco                   | [ 12 ]                   |
| 2002             | 2005             | Mara Tondini       | Lista civica | Sindaco                   | —                        |
| 2005             | 2017             | Marco Casagranda   | Lista civica | Sindaco                   | —                        |
| 2018             | 2020             | Roberto Dalmonego  | Lista civica | Sindaco                   | —                        |
| settembre 2020   | maggio 2021      | Manuel Ferrari     | Lista civica | Sindaco                   | —                        |
| 14 giugno 2021   | 25 febbraio 2024 | Federico Secchi    | —            | Commissario straordinario | Nominato dalla Provincia |
| 26 febbraio 2024 | in carica        | Antonio Giacomelli | Lista civica | Sindaco                   | —                        |